# Six o’clock swill

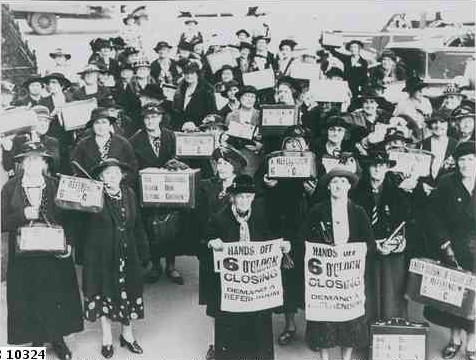
Demonstration in South Australia gegen Änderungen der Öffnungszeiten vor dem Referendum 1938

Der Six o’clock swill (sinngemäß Sechs-Uhr-Besäufnis) bezeichnete den Ansturm auf Hotelbars in Australien und Neuseeland, um alkoholische Getränke zu trinken, bevor die Bars schließen mussten. Über einen großen Teil des 20. Jahrhunderts mussten australische Hotels ihre Bars bereits um 18 Uhr schließen, als Reaktion darauf wurde zwischen dem üblichen Arbeitsende um 17 Uhr und der Sperrstunde eine Stunde später exzessiv getrunken.
Die frühe Schließzeit um 18 Uhr wurde vor allem aus zwei Gründen eingeführt: Man erhoffte sich davon eine Verbesserung der öffentlichen Moral sowie eine frühere Rückkehr der Männer nach der Arbeit zu ihren Familien. Tatsächlich führte diese Regelung jedoch zu einem einstündigen binge drinking, da die Männer danach trachteten, sich in der begrenzten Zeit so stark wie möglich zu betrinken. Eine weitere Folge war, dass die Lokalgäste ihre Gläser in der Zeit bis zur Sperrstunde behielten; die leeren Gläser wurden nicht abserviert, sondern vom Barmann nach dem Ausrufen der letzten Runde mit Hilfe einer Zapfpistole an einem langen Schlauch direkt an den Tischen nachgefüllt.

## Einführung der frühen Schließzeit
| Schließzeit um 18:00 Uhr |            |             |
| Region                   | eingeführt | abgeschafft |
| New South Wales          | 1916       | 1955        |
| South Australia          | 1915       | 1967        |
| Tasmanien                | 1916       | 1937        |
| Victoria (Australien)    | 1916       | 1966        |
| Neuseeland               | 1917       | 1967        |

Die Sperrstunde um 18:00 Uhr wurde während des Ersten Weltkrieges eingeführt. Die Woman’s Christian Temperance Union und der Independent Order of Rechabites führten eine erfolgreiche Kampagne zur Begrenzung des Ausschankes von alkoholischen Getränken und Bier. Obwohl die Abstinenzbewegung seit den späten 1870er Jahren aktiv war, konnten sie kriegsbedingt das erfolgreiche Argument anführen, dass eine „wohlgeordnete, selbstdisziplinierte und moralisch aufrichtige Heimatfront eine Voraussetzung für den erfolgreichen Kriegsverlauf“ sei.
Der erste Bundesstaat, der die Sperrstunde um 18 Uhr einführte, war 1915 South Australia, wo die Begründung kriegsbedingte Sparmaßnahmen waren. Sie wurde 1916 auch in New South Wales, Victoria und Tasmanien übernommen und ein Jahr später in Neuseeland eingeführt. Queensland führte 1923 eine Sperrstunde um 20 Uhr ein.

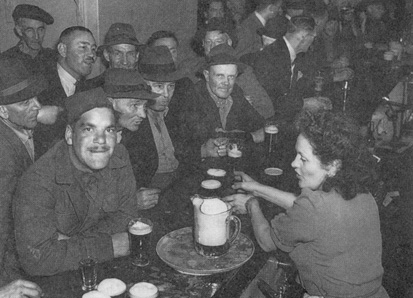
Foto einer Barfrau bei der Arbeit in Sydney 1941 um 6 Uhr

Die Frage der Sperrstunde wurde den Wählern 1916 zur Abstimmung vorgelegt. Bereits im Dezember 1913 hatte eine Abstimmung stattgefunden, die eine Schließung um 23 Uhr favorisiert hatte. Die Abstimmung von 1916 war durch den als „The Liverpool Riot“ von 1916 bekannte Meuterei von Soldaten beeinflusst. Diese hatten gegen die Bedingungen in ihrem Lager in Casula in New South Wales protestiert. Dabei plünderte sie Hotels in Liverpool City, bevor sie mit dem Zug nach Sydney weiterreisten, wo ein Soldat bei einem Aufruhr im Hauptbahnhof Sydney erschossen wurde.
Obwohl eigentlich als temporäre Maßnahme beschlossen, wurde die frühe Sperrstunde 1919 in Victoria und South Australia dauerhaft festgelegt. Die Regierung verlängerte die Maßnahmen und diskutierte über ein Referendum darüber. 1923 wurde die frühe Schließung in NSW jedoch ohne weitere Volksabstimmung dauerhaft festgeschrieben. Western Australia blieb der einzige australische Bundesstaat, der nie frühe Öffnungszeiten einführte.
Die Hotels sorgten für die kurze, heftige Trinkzeit, indem sie die Bars verlängerten und die Wände zur leichten Reinigung fliesten. Weitere Räume in den Pubs wurden als Bar ausgebaut und die Billardräume verschwanden.

## Lockerung der frühen Sperrstunde
In Tasmanien wurde die Sperrstunde 1923 auf 22 Uhr verlegt. In New South Wales stimmte man 1947 erfolglos über eine Abschaffung ab, eine weitere Abstimmung 1954 führte zur Ausweitung der Öffnungszeit bis 22 Uhr ab 1955. Die Öffnungszeiten wurden 1966 auch in Victoria verlängert. South Australia war der letzte Bundesstaat, der mit einem von Don Dunstan eingebrachten Gesetz die Schließung abschaffte. Am 28. September wurde dort das erste legale Bier nach 18 Uhr getrunken.
Neuseeland erweiterte die Öffnungszeit nach einem Referendum im Oktober 1967 auf 22 Uhr. Bei einer Abstimmung 1949 hatte die Bevölkerung noch im Verhältnis 3:1 für die Beibehaltung der Sperrstunde um 18 Uhr gestimmt.

## Bezüge in der Kultur
The Bar von 1954, ein Gemälde von John Brack, das den Six o’clock swill thematisierte wurde für die Rekordsumme für ein australisches Gemälde von 3,17 Millionen australischen Dollar verkauft. Ein anderes Gemälde von Brack, Collins St, 5 p.m. von 1955 befindet sich im Besitz der National Gallery of Victoria und stellt den Ansturm zur Bar um 17 Uhr dar.
Das Buch Caddie, the Story of a Barmaid, eine anonyme Autobiografie einer Bardame aus der Wirtschaftskrise, beschreibt den Six o’clock swill zu einer Zeit, als man noch voraussetzen konnte, dass der Leser damit vertraut ist. Das Buch wurde in dem australischen Film Caddie verfilmt.